# 貸倒れ
貸倒れ（かしだおれ）とは、売掛金や貸付金などの債権が、倒産などの理由で回収できず損失となること。またはその損失の金額をいう。

## 概要
倒産、会社更生法、民事再生法などが企業に適用されることによって債権者が金銭債権の回収不能に陥る場合がある。日本では、法人の金銭債権については、税務上も条件を満たせば貸倒損失として損金に算入できる。処理要件は非常に厳しく、解釈をめぐって税務当局と企業の間でトラブルになりやすい。そのため、金融機関等の決算では、会計上は損失処理した貸倒損失を税務申告上課税対象にする有税償却を選択することが少なくない。

## 貸倒損失の条件
国税庁が公表しているタックスアンサーでは、以下のように規定している。
1、法律上の貸倒れ
- 会社更生法および金融機関等の更生手続の特例等に関する法律、民事再生法、会社法の規定により切り捨てられる金額部分。
- 法令の規定による整理手続によらない債権者集会の協議決定及び行政機関や金融機関などのあっせんによる協議で、合理的な基準によって切り捨てられる金額。
- 債務者の債務超過の状態が相当期間継続し、その金銭債権の弁済を受けることができない場合に、その債務者に対して、書面で明らかにした債務免除額。

2、事実上の貸倒
- 金銭債権の全額が回収不能となった場合。

この場合は、それが明らかになった年度に損金処理できる。担保物があるときは、その担保物を処分した後でなければ損金処理はできない。また、保証債務は現実に履行した後でなければ貸倒れとして処理できない。ただし、劣後抵当権のような名目的な担保は、担保物とはみなされない。
3、形式上の貸倒
- 一定期間取引停止後弁済がない場合等。

貸付金ではない売掛債権で、その額から備忘価格を控除した残額が貸倒れ処理できる。継続的な取引を行っていた債務者との取引停止時か、最後弁済の時のうち遅い方から1年以上経過したとき。売掛債権について担保物のある場合は除く。同一地域の債務者への売掛債権の額が取立費用より少なく、督促しても弁済がない場合。